# Passaty
Passaty – polski zespół bigbitowy założony 13 października 1964 roku przy Domu Kultury „Górnik” w Tychach.

## Historia
Passaty powstały z inicjatywy Wojciecha Ginko (gitara prowadząca) i Jacka Wyrobca (gitara rytmiczna; mieszkał w Tychach, zmarł w 1999 roku), uczniów Liceum Ogólnokształcącego im. Mikołaja Kopernika w Katowicach. Dołączyli do nich dwaj tyszczanie – Zbigniew Skupnik (gitara basowa) i Grzegorz Ratajski (perkusja), a jako ostatni zabrzanin Stefan Kotapka (śpiew; zmarł 16 marca 2015 roku w Zabrzu Mikulczycach). Początkowo muzycy zaczęli ćwiczyć utwory: The Shadows, The Animals (House of the Rising Sun) oraz The Beatles (piosenka I Feel Fine była pierwszą w ich repertuarze). Program grupy był wyłącznie polskojęzyczny – także w przypadku coverów. Autorką tekstów piosenek była Wanda Ginko (nauczycielka, matka Wojciecha). Zespół zadebiutował 28 lutego 1965 roku podczas Turnieju Zespołów Młodzieżowych Polski Południowej w Rybniku. Dwa miesiące później został wyróżniony na Przeglądzie Młodzieżowych Zespołów Muzycznych „Rytmy Katowic”. W 1966 roku grupa zwyciężyła podczas katowickich eliminacji do Wiosennego Festiwalu Muzyki Nastolatków, w maju zaś otrzymała I nagrodę w kategorii „Zespół”, zaś Kotapka triumfował w kategorii „Wokalista” (II miejsce zajął Andrzej Rosiewicz, III miejsce zaś Tadeusz Woźniak) na II Ogólnopolskim Przeglądzie Zespołów Muzyki Rozrywkowej w Gliwicach. Solista został wyróżniony także w finale Wiosennego Festiwalu Muzyki Nastolatków (17.07.1966, Gdańsk), co zaowocowało zaproszeniem na sesję nagraniową do Młodzieżowego Studia „Rytm” – część nagrań ukazała się na kilku kompilacjach, m.in. „Coctail młodości” (Góralka), czy „Z młodością na ty” (Kołysanka zza siódmej góry, Gdyby tak zmienił się świat). Popularność zespołu rosła, zaś dziennikarze prasowi tytułowali go „Najlepszym Zespołem Polski Południowej”, czy „Śląskimi Czerwonymi Gitarami”. „Echo” z 1966 roku podkreślało jego „wysoką kulturę zachowania się na estradzie”, nie obyło się jednak bez incydentu. 24 sierpnia 1966 zespół wziął udział w „Koncercie młodości”, który odbył się w ramach IV KFPP w Opolu. Wystąpił jako ostatni wykonawca, po Blackoutach i Skaldach, jednakże rozgorączkowana młodzież zdemolowała część widowni. W efekcie Passaty dostały zakaz występu na kolejnych festiwalach opolskich. Wkrótce patronat nad zespołem objęła Kopalnia Węgla Kamiennego Ziemowit, której przedstawiciele udostępnili zespołowi salę prób w tyskim Teatrze Małym, sprzęt muzyczny, nagłośnienie, a także autokar. W 1967 roku Passaty zajęły III miejsce na III OPZMR w Gliwicach. Niedługo potem zespół zarejestrował kilka utworów w Programie III P. R. na potrzeby audycji pt. „Passaty wieją na Śląsku” oraz wystąpił w telewizyjnym magazynie młodzieżowym „Po Szóstej”. Najpopularniejszą piosenką grupy jest Góralka, przearanżowana na bigbit śpiewka ludowa z Żywiecczyzny. W 1967 nowym członkiem zespołu został Roman Dubaniowski (pianino; nie żyje). Po około dwóch latach współpraca z kopalnią Ziemowit zaczęła układać się źle, przez co Passaty przestały istnieć, dając swój ostatni koncert 1 maja 1967 roku w Tychach. W listopadzie 1970 roku, S. Kotapka, po powrocie z wojska reaktywował zespół przy gliwickim klubie „Gwarek”. Nowy skład grupy wraz z nim współtworzyli byli muzycy grupy Rytm Redivivus: Franciszek Piróg (gitara), Zdzisław Żbikowski (organy), Czesław Zieliński (gitara basowa) i Ryszard Bentkowski (perkusja). Ponowny debiut formacji miał miejsce w styczniu 1971 roku podczas „Rytmów Katowic”. Pasaty (teraz przez jedno „s”) niemal etatowo brały udział w rozmaitych przeglądach, konkursach i turniejach muzycznych, gdzie spopularyzowały piosenkę Kwiaty jak motyle (1971), lecz nie dorównywała ona słynnej Góralce. W latach 1971–1972 zespół ponownie wchodził do studiów Rozgłośni Radiowych. W 1972 roku miejsce Piróga i Bentkowskiego zajęli kolejno: Rafał Kawalec (gitara) i Benedykt Musioł (perkusja). Zespół przestał istnieć w lipcu 1974 roku, po koncertach w NRD. 28 czerwca 1987 roku Passaty wystąpiły po wielu latach nieobecności na scenie w Teatrze Małym w Tychach. W finale koncertu gościnnie zaśpiewał z zespołem Tomasz Szwed.

## Passaty w audycji radiowej „Ze szpulowca bigbitowca”
- W marcu 2013 roku red. Michał Owczarek zaprezentował w kąciku „Ze szpulowca bigbitowca” w ramach audycji Wojciecha Manna „Piosenki bez granic” (Polskie Radio Program III) nagranie radiowe zespołu pt. Zbyteczny trud (1967)[6]. Utwór ukazał się w październiku 2019 r. na składance powstałej na bazie audycji i wydanej nakładem GAD Records pod tą samą nazwą[7].

- W październiku 2016 roku w kolejnym odcinku audycji „Ze szpulowca bigbitowca” nadano piosenkę Passatów pt. Tête-à-tête (cover utworu The Hollies You Know He Did) wykonaną 17 lipca 1966 roku w gdańskim finale „Wiosennego Festiwalu Muzyki Nastolatków”[1]. Red. Owczarek dowodził, iż grupa na żywo pokazywała swoją zadziorną, powszechnie mało znaną, rockową stronę (prasa pisała o kulturze scenicznej zespołu, zaś nagrania wydane na płytach nie pokazywały Passatów od tej strony)[1].

- W maju 2019 roku w tej samej audycji wyemitowano kolejny utwór z występu grupy podczas „Wiosennego Festiwalu Muzyki Nastolatków” – piosenkę pt. Kłopoty z telefonem[8].

## Wybrana dyskografia

### Albumy
- Zazdrości świat szesnastu lat. Nagrania archiwalne z lat 1966–1967 (CD, Kameleon Records KAMCD 131, 2024)[9]

### Nagrania radiowe
- Młodzieżowe Studio „Rytm” (1966): Góralka, Kłopoty z telefonem, Nowy wstaje dzień, To niby takie proste (cover utworu Hi-Heel Sneakers)[10], O panie Betowenie (cover utworu Roll Over Beethoven)[11];

- P. R. Gdańsk („Wiosenny Festiwal Muzyki Nastolatków”, 17.07.1966[3] – kompletny zapis występu zespołu): m.in. Tête-à-tête (cover utworu You Know He Did), Kłopoty z telefonem[1][8];

- Programie III P. R. (1967): Kołysanka zza siódmej góry, Gdyby tak zmienił się świat, Blowin'In The Wind, Taki już los mój, Twoje szpileczki, Zbyteczny trud;

- Polskie Radio (1971): Kwiaty jak motyle, Wstaje dzień, Impresje zabrzańskie, Gasnący blask płomienia;

- Polskie Radio (1972): Białe kruki.

## Skład zespołu (1964–1967)
- Stefan Kotapka – śpiew
- Wojciech Ginko – gitara
- Jacek Wyrobiec – gitara
- Zbigniew Skupnik – gitara basowa
- Grzegorz Ratajski – perkusja
- Roman Dubaniowski – pianino (od 1967)

## Skład zespołu (1970–1974)
- Stefan Kotapka – śpiew
- Franciszek Piróg – gitara
- Rafał Kawalec – gitara (od 1972)
- Zdzisław Żbikowski – organy
- Czesław Zieliński – gitara basowa
- Ryszard Bentkowski – perkusja
- Benedykt Musioł – perkusja (od 1972)

## Wybrane utwory
- Góralka (folkbeat)
- Gdyby tak zmienił się świat (protest song)
- Kołysanka zza siódmej góry
- Kwiaty jak motyle